# Ланда, Микель
Микель Ланда Миена (исп. Mikel Landa Meana, род. 13 декабря 1989 в Витория-Гастейс, Страна басков, Испания) — испанский профессиональный шоссейный велогонщик, выступающий с 2018 года за команду мирового тура Movistar Team.

## Выступления
2010
5-й Тур де л'Авенир
10-й Ronde de l’Isard
2011
Вуэльта Бургоса
1-й  Горная квалификация
1-й Этап 5
2012
2-й Гран-при Мигеля Индурайна
7-й Вуэльта Мадрида
7-й Вуэльта Риохи
2013
2-й Вуэльта Астурии
1-й  Очковая квалификация
2-й Вуэльта Мадрида
6-й Вуэльта Бургоса
6-й Классика Сан-Себастьяна
2014
10-й Джиро дель Трентино
1-й Этап 4
2015
1-й Этап 11 Вуэльта Испании
1-й Этап 5 Тур Страны Басков
1-й Этап 2(ТТТ) Вуэльта Бургоса
2-й Джиро дель Трентино
3-й Джиро д’Италия
1-й Этапы 15 и 16
2016
1-й  Джиро дель Трентино
1-й  Горная квалификация
1-й Этап 2
1-й Этап 2 Тур Страны Басков
2017
1-й  Вуэльта Бургоса
1-й  Очковая квалификация
1-й  Горная квалификация
1-й Этапы 1 и 3
Джиро д’Италия
1-й  Горная классификация
1-й Этап 19
2-й Чемпионат Испании в индивидуальной гонке
4-й Тур де Франс
5-й Тур Альп
5-й Классика Сан-Себастьяна
6-й Вуэльта Андалусии
2018
2-й Тур Страны Басков
6-й Тиррено — Адриатико
1-й на этапе 4
6-й Вуэльта Андалусии
7-й Тур де Франс
2019
4-й Международная неделя Коппи и Бартали
1-й на этапе 2
7-й Тур Страны Басков
7-й Льеж — Бастонь — Льеж

## Статистика выступлений

### Гранд-туры
| Гранд-туры                |      |      |      |      |      |      |      |      |
| Гонка                     | 2012 | 2013 | 2014 | 2015 | 2016 | 2017 | 2018 | 2019 |
| Джиро д'Италия            | —    | —    | 34   | 3    | НФ   | 17   | —    | 4    |
| Тур де Франс              | —    | —    | —    | —    | 35   | 4    | 7    |      |
| Вуэльта                   | 69   | 39   | 28   | 25   | —    | —    | —    |      |
| Многодневки Мирового тура |      |      |      |      |      |      |      |      |
| Гонка                     | 2012 | 2013 | 2014 | 2015 | 2016 | 2017 | 2018 | 2019 |
| Париж — Ницца             | —    | —    | —    | —    | —    | 24   | —    | —    |
| Тиррено — Адриатико       | 80   | —    | —    | —    | —    | 31   | 6    | —    |
| Вуэльта Каталонии         | —    | 33   | 36   | 47   | —    | НФ   | —    | —    |
| Тур Страны Басков         | —    | НФ   | 14   | 22   | 12   | —    | 2    | 7    |
| Тур Романдии              | 35   | 78   | —    | —    | —    | —    | —    | —    |
| Критериум Дофине          | 83   | —    | —    | —    | 12   | —    | —    |      |
| Тур Швейцарии             | —    | —    | —    | —    | —    | —    | 12   |      |

| —  | Не участвовал  |
| НФ | Не финишировал |